# Český Dub
Český Dub é uma cidade da República Checa localizada no distrito de Liberec, região de Liberec.